# APRS
L'APRS (Automatic Packet Reporting System) è un sistema di radiolocalizzazione sviluppato da un radioamatore di nome Bob Bruninga nei primi anni novanta basato sulla trasmissione di segnali radio digitali a pacchetti (packet radio) usato dai radioamatori che permette la ricetrasmissione di informazioni sulla posizione, velocità, direzione, status operativo, ecc. di stazioni radioamatoriali (fisse o mobili), con la possibilità di visualizzare tali dati in tempo reale su mappe digitali (di Personal computer o navigatori GPS) sotto forma di icone, relative alla posizione delle stazioni stesse o ad altri eventi segnalati dai radioamatori, quali ad esempio: situazioni di emergenza, incidenti stradali, allerta civile, ed altro; oppure segnalazioni di tipo meteorologico (con relative indicazioni di pressione atmosferica, direzione del vento, temperatura, ecc.).
Le stazioni rappresentate su una mappa vengono solitamente rappresentate dall'icona di un veicolo (auto, camion, moto, natante, ecc.) se operano da postazioni mobili, oppure dall'icona di stazione base (una casetta, una tenda per campeggiatori, sede protezione civile, stazione meteo, ecc.) se operano da stazione fissa.
Con l'avvento della rete Internet l'APRS non è più un sistema locale legato esclusivamente alle trasmissioni radio, ma un sistema globale collegato a livello mondiale tramite server sparsi in tutto il mondo.

## Descrizione
Il sistema APRS nasce come progetto sperimentale di ausilio alla protezione civile in caso di catastrofi naturali (terremoti, alluvioni, ecc.), in accordo con gli obblighi/doveri del radioamatore di rendersi disponibile insieme al suo equipaggiamento radio in caso di insufficienza delle normali comunicazioni civili. Utilizza un protocollo AX.25 con una trasmissione di tipo "uno a molti" impiegando una modulazione AFSK a 1200 Baud, in modalità non connessa e quindi senza la certezza che il destinatario riceva ciò che è stato trasmesso, ma proprio per questo motivo si ha la diffusione su vasta scala del segnale. La copertura della rete stessa dipende dal numero di stazioni presenti in quel dato momento, le quali, ricevuti i segnali da postazioni limitrofe, li ripetono a loro volta automaticamente verso stazioni più lontane, fino a raggiungere, talvolta, distanze di centinaia di chilometri. Inoltre, se in zona si trova una stazione GATE di accesso ad internet i segnali giungeranno anche in rete e saranno visibili da tutto il mondo. Le stazioni mobili, se munite di ricevitore GPS collegato alla radio, possono essere localizzate durante la loro marcia, con possibilità di visualizzarne il percorso sulla mappa.
È anche possibile l'invio e la ricezione di brevissimi messaggi di testo, tuttavia non esattamente come una chat, visto che possono essere letti da chiunque e visto che lo scambio ha bisogno di tempi più lunghi (da qualche secondo a qualche minuto in alcuni casi di difficoltà di collegamento).
Per operare da stazione radio è necessario un ricetrasmettitore sulla frequenza di 144.800 MHz per l'Europa (144.390 MHz per gli USA, ma esistono frequenze destinate allo scopo anche in onde corte) collegata ad un PC con scheda audio o, meglio ancora, con un TNC (modem) esterno. Le stazioni mobili, inoltre, possono utilizzare un GPS. La Kenwood (e ultimamente la Yaesu) commercializza ricetrasmettitori con TNC incorporato.
Per operare esclusivamente da internet senza uso della ricetrasmittente, è sufficiente un PC con software apposito di collegamento (come UI-VIEW) e una connessione a internet. Per dispositivi mobili come telefonini/PDA è sufficiente un software adatto allo scopo come APRS/CE per Windows Mobile o APRSDroid per Android. E naturalmente un nominativo radioamatoriale valido (in Italia rilasciato dal ministero delle telecomunicazioni superando un esame di ammissione).
La velocità di trasmissione dei segnali radio APRS è molto modesta (1200 baud) e questo può causare congestione del traffico APRS sul canale radio in caso di stazioni numerose e configurate con trasmissioni superflue o troppo frequenti.
Infatti, è opportuno che la stazione radio venga predisposta per trasmettere il segnale identificativo (BEACON) lo stretto necessario, in modo da evitare di mantenere costantemente occupato il canale radio. Questo fa sì che, collegandosi al sistema APRS via radio, ci vorranno almeno una decina di minuti, prima di vedere in mappa la maggior parte delle stazioni presenti localmente. Se si accede, invece, direttamente via internet, in pochi secondi si avranno migliaia di stazioni da tutto il mondo.
In altre parole, essendo APRS un sistema operante in modalità simplex (cioè su un unico canale radio), un abuso dell'invio del beacon e l'eccessiva frequenza di messaggi superflui, di fatto ne limitano le prestazioni.
Chi opera in APRS dovrebbe essere quindi persona conscia delle funzionalità e dei limiti del sistema, visto che le impostazioni operative sono a discrezione dell'operatore.

## Informazioni generiche sulle impostazioni
Il beacon (segnale identificativo) trasmesso a cadenze regolari dalle stazioni APRS è composto da una stringa contenente diverse informazioni, quali: posizione, velocità e direzione (se in mobile), icona identificativa, nominativo ed eventuale SSID, orario, commento dell'operatore, comando di percorso del beacon, ecc.

### Icona
Ci sono diverse icone identificative tra le quali l'operatore può scegliere per rendere visibile la propria stazione. Oltre alle tipiche icone che contraddistinguono le postazioni fisse (simbolo della casa) e mobile (simbolo della vettura), esistono le icone meteo (simbolo WX), digipeater (simbolo di una stella), stazione IGATE e TCP/IP, stazione E-MAIL (tramite la quale è possibile inviare brevissime e-mail), protezione civile, mezzo di soccorso, apparato RTX Kenwood, ecc.). Esistono icone anche per "oggetti" (objects) segnalati sul territorio come: ripetitore amatoriale, fiera dell'elettronica, contatore traffico dati locale, luogo dell'incidente, epicentro del terremoto, condizioni meteo locali, ecc.)

### SSID
Su un sistema APRS con modalità grafica (quindi con l'uso di un PC), l'utilizzo del suffisso SSID è utile per instradare correttamente i messaggi inviati (IK1ABC-3 e IK1ABC-9 non sono la stessa stazione. IK1ABC-3 è la stazione meteo mentre IK1ABC-9 è la stazione mobile).
In sistemi ove non sia possibile visualizzare l'icona identificativa (come ad esempio con l'uso di GPS come display) si potrebbe rendere necessaria una modalità di identificazione delle stazioni.
Anche in questo caso è utile l'SSID. Si tratta come visto di un numero che, posto dopo il nominativo, ne identifica il tipo di stazione. Per esempio, il nominativo radioamatoriale dell'operatore IW6CPK seguita dal SSID -9 significa che l'operatore è in postazione mobile (IW6CPK-9).
Ecco quindi che il sistema APRS permette l'uso dei SSID nella seguente modalità
| Codice | Oggetto corrispondente                                                            |
| ------ | --------------------------------------------------------------------------------- |
| 0      | (SSID non utilizzato) Stazione generica primaria, solitamente fissa.              |
| 1      | Stazione generica addizionale, Digi, WX, ecc.                                     |
| 2      | Stazione generica addizionale, Digi, WX, ecc.                                     |
| 3      | Stazione generica addizionale, Digi, WX, ecc.                                     |
| 4      | Stazione generica addizionale, Digi, WX, ecc.                                     |
| 5      | Stazioni Dstar, Iphone, Android, WindowsPhone, Blackberry, Samsung, Tablets, ecc. |
| 6      | Special activity, Satellite ops, camping or 6 meters, ecc.                        |
| 7      | Walkie talky, HT's o qualsiasi altro dispositivo ricetrasmittente portatile.      |
| 8      | Navi, imbarcazioni marittime, RV's.                                               |
| 9      | Automobile (con dispositivi per messaggistica APRS)                               |
| 10     | Stazioni Internet (senza RTX), Igates, Echolink, Winlink, AVRS, APRN, ecc.        |
| 11     | Palloni aerostatici                                                               |
| 12     | APRStt, DTMF, RFID, Devices, dispositivi senza messaggistica APRS, ecc.           |
| 13     | Stazioni meteo (WX Stations)                                                      |
| 14     | Truck (camion, furgoni, grossi pick-up)                                           |
| 15     | Stazione generica addizionale, DIGI, mobile, WX, ecc.                             |

### Comandi di percorso (relay, wide (trace))
Al fine di ottenere buoni risultati nell'ottenere dei collegamenti affidabili, sarà opportuno impostare correttamente i comandi di percorso (RELAY / WIDEn-n / TRACEn-n) che permettono al nostro beacon di venire ripetuto attraverso un numero "n" di stazioni e/o DIGIPEATER (ripetitori digitali) che lo ricevono.
Come già accennato, il segnale identificativo emesso da ogni stazione radio (beacon), contiene diverse informazioni, tra le quali anche il comando che ne regola la propagazione sul canale radio, cioè da quante (o quali) stazioni verrà ripetuto al fine di coprire distanze più o meno grandi. Questi comandi sono detti RELAY e WIDE (o TRACE in alternativa al WIDE).
Di seguito un esempio di stringa beacon identificativa con i comandi di percorso ora menzionati (DIGIPATH):
ATTENZIONE:LE STRINGHE DI COMANDO DIGIPATH DI SEGUITO MOSTRATE SONO CONSIDERATE OBSOLETE IN AMERICA DAL 2004 ED ANCHE IN EUROPA DA OTTOBRE 2009. Sono comunque importanti per capire il meccanismo di funzionamento della rete APRS.
```
11:30T IK2XYU>APRS,RELAY,WIDE
```

Oltre l'orario ed il nominativo del radioamatore che ha trasmesso (IK2XYU), nel beacon compare la stringa RELAY seguita dalla stringa WIDE.
RELAY è il comando di richiesta che il proprio beacon venga ritrasmesso da stazioni impostate come ripetitori digitali di tipo RELAY. Le stazioni dette RELAY sono solitamente stazioni a bassa quota con scarso raggio di copertura. Ogni stazione RELAY che riceverà il nostro beacon, lo ritrasmetterà e, ripetendolo, apporrà un simbolo identificativo nella stringa del beacon di ripetizione avvenuta.
Il beacon che è stato ripetuto, quindi, sarà ricevuto da stazioni relativamente più lontane come:
```
11:31R IK2XYU>APRS,RELAY*,WIDE
```

Oltre all'orario di ricezione, ed il nominativo del radioamatore, il comando "RELAY*" indica che il beacon che trasporta il segnale identificativo è stato già ripetuto da una stazione RELAY. Quindi ora potrà essere ripetuto dalle stazioni WIDE più prossime. Le stazioni ripetitrici di tipo WIDE sono poste solitamente in alta quota e coprono grandi distanze (a volte anche oltre 100 km). Di seguito la stringa di beacon dopo che è stata ripetuta da una stazione WIDE:
```
11:32T IK2XYU>APRS,RELAY*,WIDE*
```

In questo caso il nostro segnale è stato ripetuto 2 volte (cioè una volta da TUTTE le stazioni RELAY locali e successivamente da quelle di tipo WIDE più vicine)
Il comando WIDE può anche essere sostituito con TRACE. Questo comando permette di "tracciare" l'esatto percorso radio eseguito dal beacon per chi lo riceve, permettendo cioè di mostrare alle stazioni riceventi su quali DIGIPEATERS è transitaro il nostro segnale. Ecco come potrebbe apparire una stringa BEACON con comando "RELAY,TRACE" per chi la riceve:
```
11:32R IK2XYU>APRS,IW6DLY*,IW6CPK*
```

Questo significa che il BEACON di IK2XYU è arrivato al destinatario passando per le stazioni IW6DLY e IW6CPK che lo hanno ripetuto. Si noti che in realtà anche il comando RELAY possiede la proprietà di mostrare il nominativo della stazione ripetitrice, se l'operatore della stazione stessa lo consente.
È possibile, al comando WIDE (o al comando trace), aggiungere ulteriori informazioni che possono trasportare il beacon attraverso ripetizioni multiple verso tutte le direzioni o verso una specifica direzione rispetto ai quattro punti cardinali.
Di seguito un esempio di stringa beacon con comando che permette ripetizioni multiple a grandi distanze (centinaia di chilometri)
```
11:32T IK2XYU>APRS,RELAY,WIDE7-7
```

In questo caso il nostro segnale verrà ripetuto prima da tutte le stazioni RELAY locali per una volta, poi 7 ripetizioni attraverso stazioni WIDE (WIDE7-7), per un totale di almeno 8 salti in tutte le direzioni.
Come già accennato, ultimamente gli operatori APRS di tutto il mondo sono stati invitati a eliminare il comando RELAY che, come si può facilmente dedurre, crea localmente ridondanza di ripetizioni superflue del BEACON. Inoltre sono invitati a eliminare impostazioni che trasportino il proprio BEACON a distanze troppo grandi, così da ridurre drasticamente il numero delle ripetizioni a catena (causate ad esempio da WIDE7-7 e da TRACE7-7) al fine di evitare l'intasamento del traffico radio nel tentativo di raggiungere stazioni lontanissime che, in alternativa, possono comunque essere raggiunte tramite stazioni IGATE, che "traghetteranno" i segnali via Internet, lasciando maggiormente disponibile il canale radio alle stazioni locali. La maggior parte dei radioamatori si sono adeguati, ma non tutti sono d'accordo con questa procedura che, anche se permette di limitare le collisioni dei segnali coprendo lo stesso enormi distanze attraverso la rete Internet, in realtà sembra tradire lo spirito radiantistico dell'attività di radioamatore.
I nuovi comandi che sostituiscono i vecchi sono il WIDE1-1 invece del RELAY e WIDE2-1 (o al massimo WIDE2-2) invece di TRACEn-n.
Esempio di stringa Beacon con i nuovi comandi appena accennati:
```
IK2XYU>APRS,WIDE1-1,WIDE2-2
```

In questo caso il beacon di IK2XYU verrà ripetuto una volta (WIDE1-1) da digipeater locali e successivamente almeno 2 volte (WIDE2-2) da stazioni di tipo Wide. Sicuramente un totale di 3 ripetizioni impedirà al nostro beacon di propagarsi per distanze eccessive, e soprattutto saranno limitate le ripetizioni superflue che mantengono inutilmente occupato il canale radio.

### Intervalli di trasmissione del beacon
Le stazioni APRS mobili avranno necessità di trasmettere la loro posizione più frequentemente rispetto a quelle fisse.
Su una stazione fissa, mediamente è sufficiente un beacon con un tempo impostato dai 15 ai 30 minuti. Anche le stazioni ripetitrici non hanno bisogno di beacon molto frequenti. Mediamente è accettabile da 20 a 30 minuti.
Questo significa che una stazione in ascolto avrà occasione di vedere tutte le altre in un tempo massimo di 30 circa minuti.
In generale possiamo considerare le seguenti tempistiche:
| Minuti  | Tipologia                                     |
| ------- | --------------------------------------------- |
| 0,1 / 1 | mezzi e situazioni d'emergenza                |
| 2 / 3   | mezzi mobili con velocità superiore a 50 km/h |
| 3 / 5   | mezzi con velocità compresa tra 0 e 50 km/h   |
| 10      | stazioni portatili/mobili attorno ai 5 km/h   |
| 15 / 20 | stazioni di tipo fisso non in emergenza       |
| 30      | digipeater WIDE                               |
| 30      | digipeater RELAY                              |

### Pacchetti di emergenza
Il protocollo che definisce il sistema APRS prevede anche la possibilità da parte delle stazioni di trasmettere dei pacchetti di emergenza. Tali pacchetti servono per segnalare una difficoltà o una situazione di pericolo da parte di una determinata stazione (fissa o mobile) che potrebbe necessitare di aiuto o soccorso. Esistono programmi atti a monitorare le frequenze destinate al servizio APRS ed eventualmente eseguire opportune operazioni (quali generare allarmi o inviare segnalazioni apposite tramite posta elettronica o in generale qualunque altro mezzo di comunicazione) qualora vengano ricevuti uno o più pacchetti di emergenza. Un esempio di questi programmi (disponibile come software libero con licenza GNU GPLv3+) è ax_emergency_listen (vedi Collegamenti esterni).